# Jānis Razgalis
Jānis Razgalis (* 26. Mai 1985 in der Lettischen SSR, Sowjetunion) ist ein lettischer Mittel- und Langstreckenläufer.

## Sportliche Laufbahn
Erste internationale Erfahrungen sammelte Jānis Razgalis im Jahr 2015, als er bei den Militärweltspielen im südkoreanischen Mungyeong im 800-Meter-Lauf mit 1:55,05 min im Halbfinale ausschied und über 1500 Meter mit 3:58,30 min in der ersten Runde ausschied. Vier Jahre später erreichte er bei den Militärweltspielen in Wuhan in 3:55,50 min Rang zehn über 1500 Meter und scheiterte über 800 Meter mit 1:52,68 min im Vorlauf. Anfang Dezember erreichte er bei den Crosslauf-Europameisterschaften in Lissabon nach 19:20 min Rang zwölf in der Mixed-Staffel. 2023 wurde er bei der 2. Liga der Team-Europameisterschaft im Rahmen der Europaspiele in Chorzów in 3:44,93 min Siebter im A-Lauf über 1500 Meter und im Oktober wurde er bei den Straßenlauf-Weltmeisterschaften in Riga in 4:23,08 min 32. über die Meile. Bei den erstmals ausgetragenen Straßenlauf-Europameisterschaften 2025 in Löwen gelangte er nach 31:54 min auf den 69. Platz im 10-km-Straßenlauf.
2011, 2019 und 2020 wurde Razgalis lettischer Meister im 1500-Meter-Lauf sowie 2011 auch über 3000 Meter. In der Halle siegte er 2011, 2017 und 2022 über 1500 Meter.

## Persönliche Bestleistungen
- 800 Meter: 1:48,92 min, 15. Juni 2022 in Berlin
  - 800 Meter (Halle): 1:54,03 min, 28. Februar 2016 in Kuldīga
- 1500 Meter: 3:39,51 min, 18. Juni 2022 in Pfungstadt
  - 1500 Meter (Halle): 3:44,68 min, 16. Januar 2022 in Tartu
- 3000 Meter: 7:57,28 min, 4. August 2021 in Tartu
  - 3000 Meter (Halle): 8:09,57 min, 21. Januar 2024 in Ogre
- 10-km-Straßenlauf: 30:53 min, 31. Dezember 2019 in Barcelona